# Armada de Libia

1977-2011

Armada de Libia es la rama marítima de las Fuerzas Armadas de Libia, establecida en noviembre de 1962. Se trata de una fuerza naval de carácter pequeño y poder no tan significativo contando solo con un reducido número de embarcaciones rápidas dedicadas principalmente al patrullaje, a pesar de que en sus comienzos gozaba de cierto poder actualmente cuenta con una minúscula capacidad de autodefensa debido a que su arsenal apenas llega a lo respetable. La armada, siempre ha sido la menor de las ramas de las fuerzas armadas de Libia, y dependía de los recursos extranjeros para equipamiento, repuestos y entrenamiento.
Su primer buque de guerra le fue entregado en 1966. Inicialmente, sus efectivos, se limitaron a pequeños buques, pero esto, cambió tras la llegada al poder del coronel Muammar al-Gaddafi en 1969. Desde ese momento, Libia comenzó a armarse con equipamientos de Europa y de la Unión Soviética. Las fuerzas de policía de aduanas y la policía de puerto, fueron anexadas a la Armada en 1970, así como sus responsabilidades.
La Armada de la Gran Yamahiriya Árabe Libia Popular Socialista fue completamente desarticulada en el mes de mayo de 2011, durante la guerra civil libia.

## Inicios
La misión primaria de la Armada, es la defensa costera. Sus fuerzas, se fueron fortalecidas en la década de 1970, con la venta por parte de la Unión Soviética de seis submarinos SSK clase Foxtrot, de los cuales, solo dos de ellos quedarían en activo, y que suponían una amenaza para la Armada de los Estados Unidos en el Mediterráneo al tiempo que Libia, compraba a Rusia dos corbetas de clase Nanuchka. Otras cuatro corbetas de clase Assad, fueron adquiridas a Italia, dotadas de lanzamisiles de largo alcance Otomat Mk.I sin datalink para corrección en vuelo, y dotada de una artillería moderna. Estaban peor armados como buques antiaéreos que las clase Nanuchka, pero con un desplazamiento equivalente a casi dos veces el de un buque de ataque rápido, tenían capacidades ASW, con torpedos guiados por sonar.

## Historial de combate
La acción militar más reconocida y quizá la más humillante de la Armada de Libia, fue el encuentro con la sexta flota de la Armada de los Estados Unidos en marzo de 1986 en la Acción del Golfo de Sidra, cuando un buque de ataque rápido lanzamisiles y una corbeta fueron destruidas, y otro buque fue dañado por aeronaves A-6s. Inusualmente, varios de estos ataques, fueron realizados con bombas de racimo como la Mk.20 Rockeye, diseñada como un arma antitanque.
En julio de 1984, el ferry  Ro-Ro Ghat (o Ghada) se cree que fue minado en el mar Rojo a pocos kilómetros al sur del Suez Canal. Aproximadamente diecinueve buque fueron dañados, incluyendo el portacontenedores soviético que, que fue l primer buque en recibir un ataque similar el 9 de julio. La organización islamista Jihad, se atribuyó el ataque, sin embargo, el presidente Hosni Mubarak no creyó esta atribución y culpó a Muammar al-Gaddafi y a Libia. Otras fuentes indicaron a posteriori que el buque, tardó quince días en realizar un viaje que duraría normalmente ocho días, que el jefe de la división libia de minado estaba a bordo, y que, cuando era examinado por los funcionarios franceses en Marsella la puerta de popa fue dañada. 
Debido a las preocupaciones por la seguridad y la potencial perdida del rédito del canal, Egipto pidió para eliminar las minas en unacompleja operación, que implicó a cazaminas del franceses, británicos, italianos, holandés, y de la Armada de los Estados Unidos. Los Británicos localizaron una mina de fabricación soviética, que fue vendida a Libia después de 1981 y colocada muy probablemente para causar los problemas para Egipto.
Durante la guerra civil libia, La armada al igual que otras ramas de las Fuerzas Armadas locales se les acusó de usar la fuerza en zonas de presencia civil, como un supuesto ataque con buques lanzamilisiles atracados en Trípoli contra un poblado fuera de la ciudad quienes causando varias muertes. Como era de suponer nunca se especificó con exactitud la naturaleza del ataque y tampoco se definió con una clara exactitud, pasando a ser solo una acusatoria.
 El 25 de febrero de 2011, oficiales navales de la zona este del país, declararon su total apoyo al movimiento contra el gobierno. Las insurgentes antigubernamentales, reclamaron que la Armada libia, había bombardeado posiciones rebeldes durante la batalla Ra's Lanuf. También realizaron operaciones de desembarco naval con cuatro buques para flanquear a las fuerzas rebeldes en Ra's Lanuf.

## Estado actual (2011-presente)
La armada al igual que otras ramas de las Fuerzas Armadas después de la guerra civil libia continúa activa con sus respectivas labores pero usando el poco equipo que tienen a su disposición sobreviviente a la contienda con promesas vacías sobre adquisición de nuevos equipos .Actualmente los labores de la Armada solo se limitan únicamente a enfrentar el flujo de embarcaciones clandestinas quienes transportan inmigrantes y mercancía ilegalmente hacia Europa.

## Buques (1985)

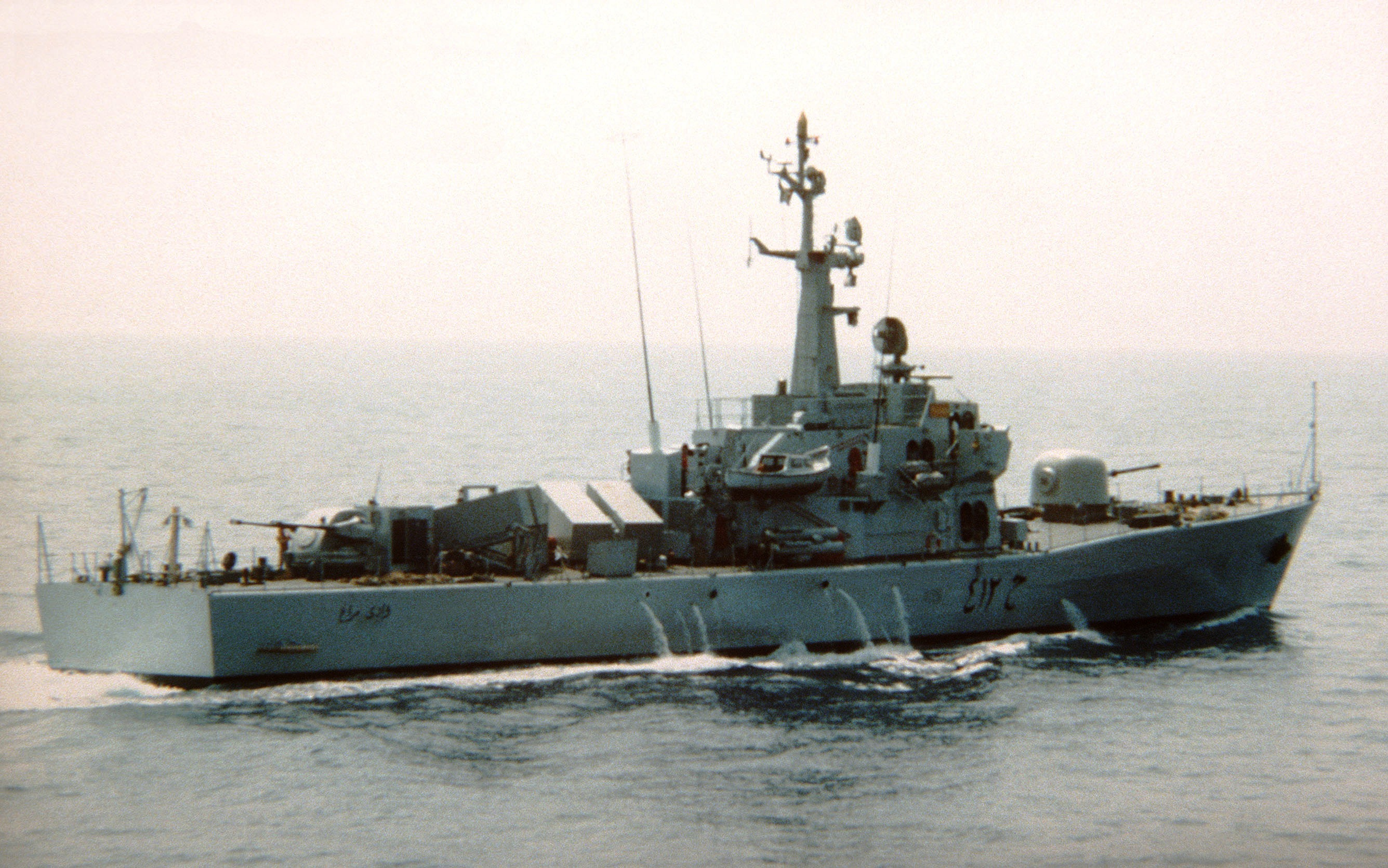
Corbeta lanzamisiles de construcción italiana de clase Assad en 1982.

- 1 frafata clase Vosper Mk.7, Dat Assawari, (construida en Reino Unido, 1cañón de 114 mm Mk.8, 2 cañones AA de 40 mm/70, 2 cañones Oerlikon 35mm/90, 2 SAM Seacat, 1 mortero ASW Limbo Mk.10. Modernizada en la década de 1980 con misiles OTOMAT SSM Aspide SAM, nuevo radar de búsqueda y otro equipamiento.
- 4 corbetas clase Assad (construidas en Italia, 1 cañón de 76 mm,  2 cañones de 35 mm, 6 tubos lanzatorpedos, 4 misiles OTOMAT)
- 4 corbetas clase Nanuchka
- Algunas unidades ligeras de la clase Osa y la clase Jaguar (16 misiles SS-y 2 cañones de 40 mm)
- 3 lanchas de desembarco clase Polnocny
- Un buque de tipo LSD.
- Algunas embarcaciones menores

## Buques (2006)

### Fragatas

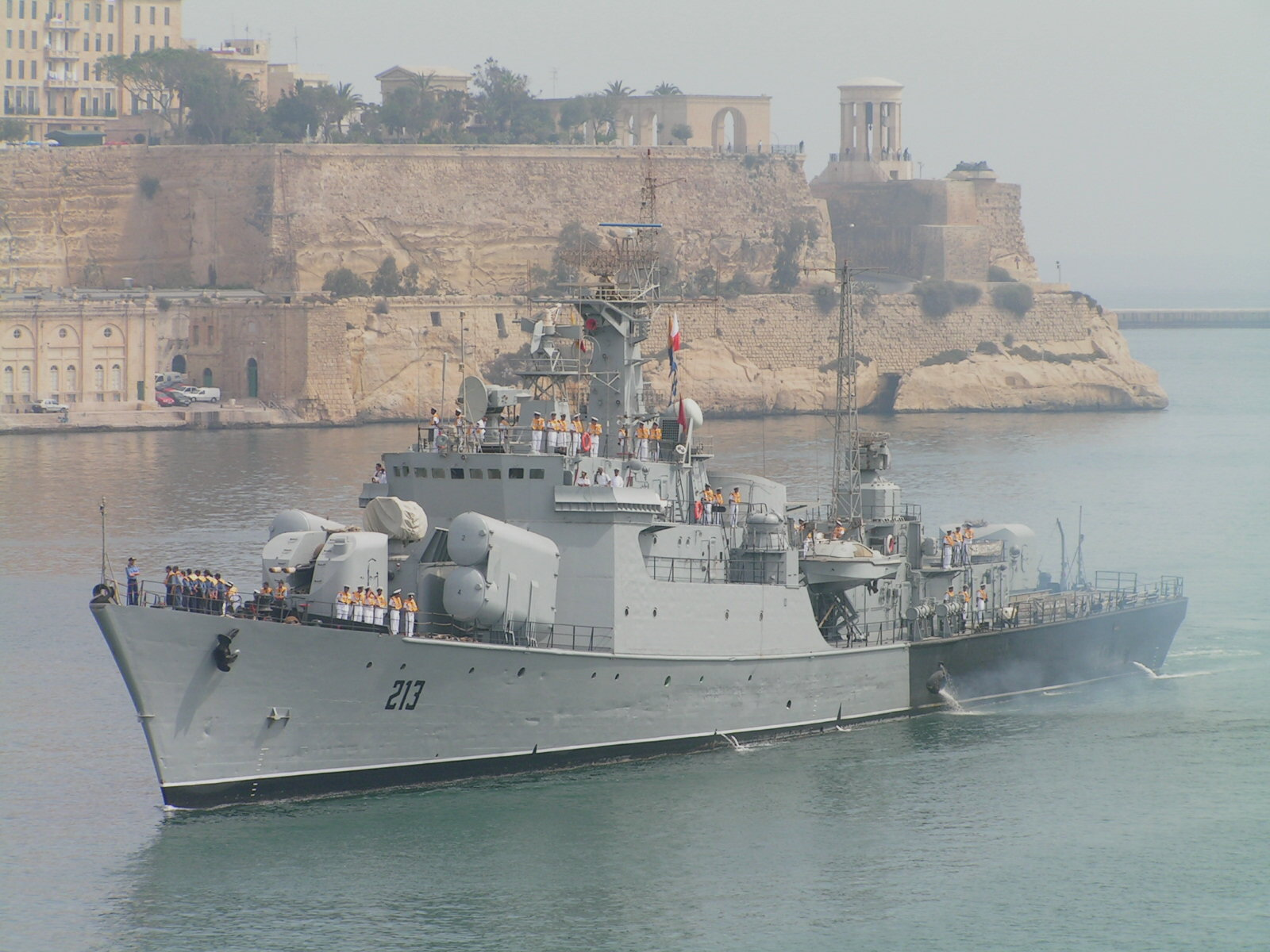
Fragata libia Al Ghardabia en la Valletta en el año 2005.

2 Clase Koni (Tipo 1159) (una operacional)
- Al Hani (212): (Capturada por los Rebeldes en Bengasi)
- Al Ghardabia (213): (Hundida en puerto por la OTAN el 20 de mayo de 2011)

Armamento:
- 4 SSM SS-N-2C Styx
- 2 SAM SA-N-4
- 4 cañones de 76mm.
- 4 cañones de 30mm.
- 4 tubos lanzatorpedos de 406mm.
- 1 mortero A/S RBU-6000 .
- 20 minas

### Corbetas
2  Clase Nanuchka (una operacional)
- Tariq-Ibn Ziyad (416): (Capturada por los rebeldes)
- Ain Zaara (418): (Hundida en puerto por la OTAN el 20 de mayo de 2011)

Armamento:
- 4 SSM SS-N-2C Styx
- 2 SAM SA-N-4
- 2 cañones de 57mm MFPB

### Buques de ataque rápido
9  Clase La Combattante IIa  (7 operacionales)
Armamento:
- 4 SSM Otomat
- 1 cañón 76mm gun
- 2 cañones 40mm guns

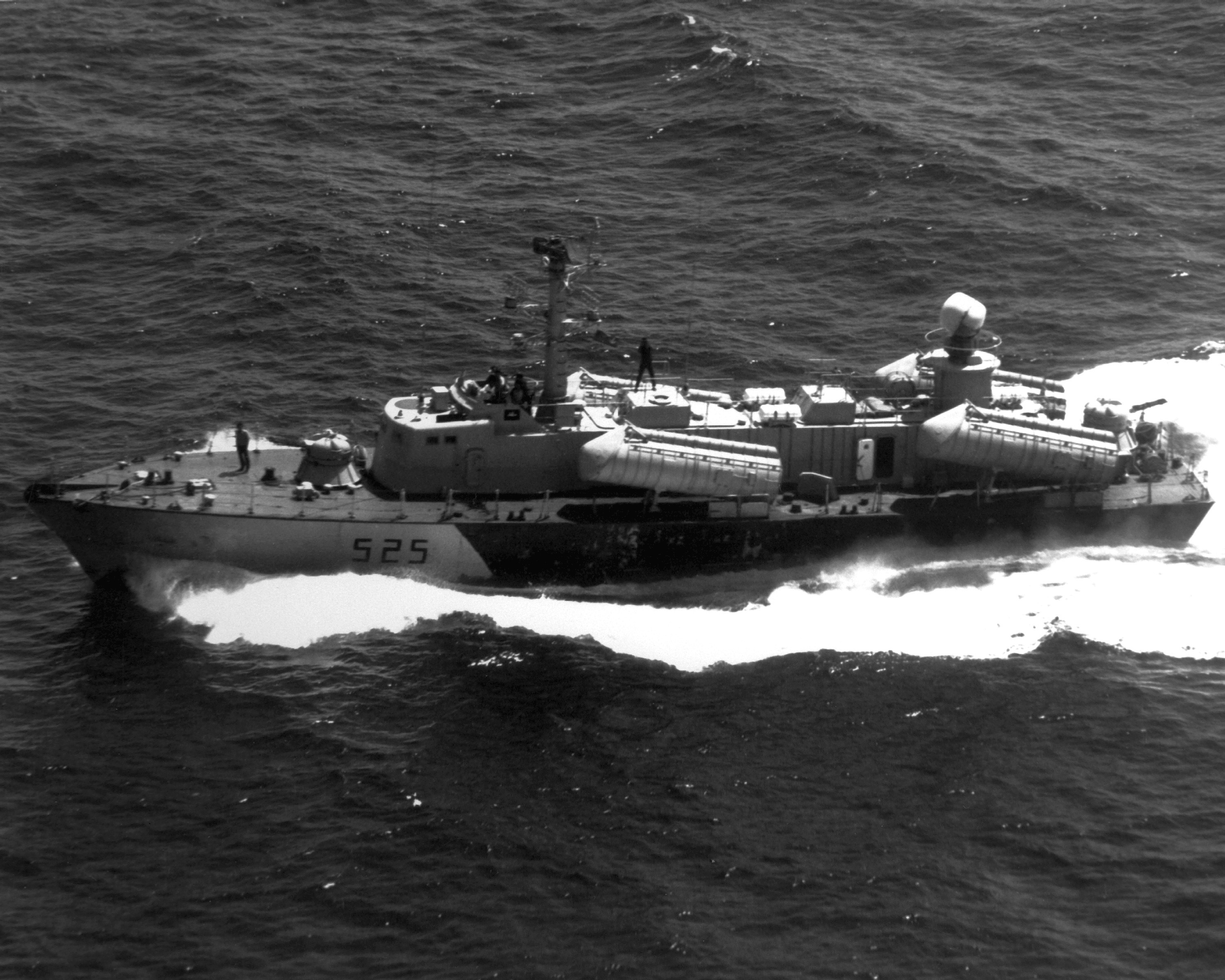
Vista del proyecto soviético 205ER (código OTAN Osa II) de buque rápido lanzamisiles guiados El Mtkhur (525).

12  Clase Osa (Tipo II) (4 operacionales)
Armamento:
- 4 SSM SS-N-2C Styx
- 4 cañones de 30mm.

### Guerra de minas
9  Clase Natya (Tipo 266ME) (5 operacionales)
Armamento:
- 4 cañones de 30mm.
- 4 cañones de 25mm.
- 2 morteros A/S RBU 1200.
- 10 minas.
- Barreminas acústicos y magnéticos.

Adicionalmente, cuenta con buques auxiliares y lanchas de desembarco.

### Submarinos

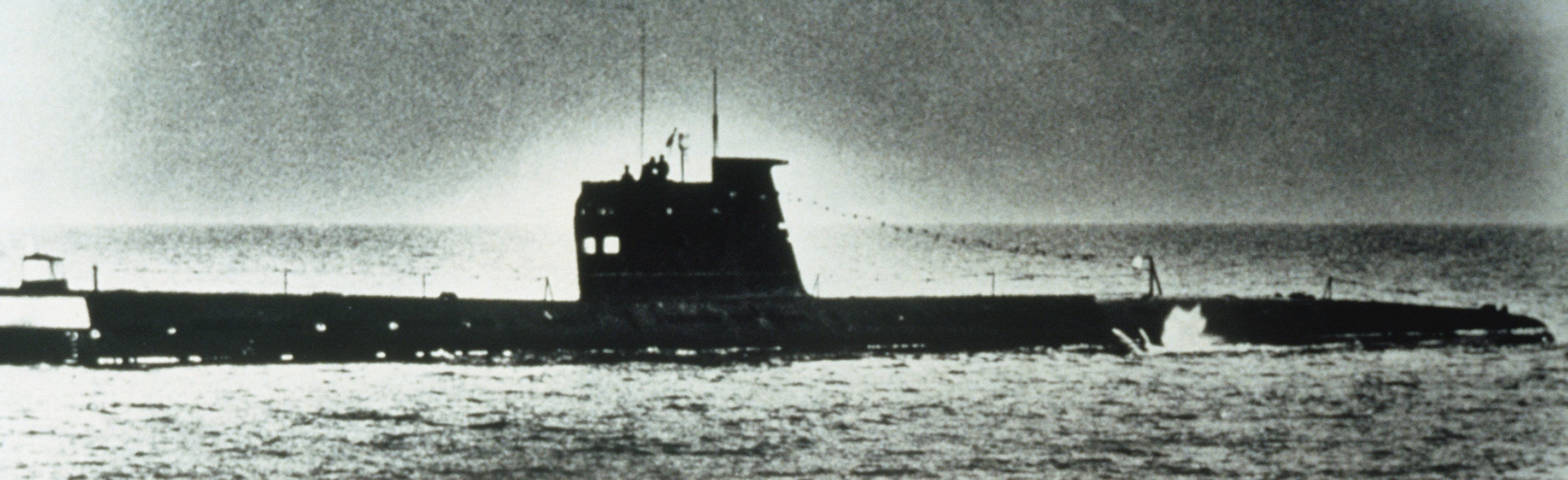
Foxtrot libio en 1982.

6 submarinos clase Foxtrot (quedarían 2, posiblemente abandonados
Originalmente Libia recibió 6 submarinos de la Unión Soviética 1982. Pero no realizan patrullas desde 1984 y se reportó el hundimiento de uno de ellos en 1993, otro fue abandonado en Lituania debido a las sanciones internacionales. Hay reportes de que uno de los submarinos, fue modernizado en 2003, pero es improbable que continúen operacionales.

## Estado actual (2012-presente)
El Ejército y las otras ramas de las Fuerzas Armadas de Libia tras la guerra civil libia siguen en activo con sus tareas habituales, pero usando el poco equipo que tienen a su disposición superviviente de la contienda, con promesas vacías sobre la adquisición de nuevos equipamientos. Actualmente el trabajo de la Armada solo se limita a hacer frente a las embarcaciones clandestinas que transportan inmigrantes y mercancías ilegalmente hacia Europa.

### Fragatas
1 × Fragata clase Koni
- Al Hani (212)

Armamento:
- 4 × SS-N-2C misiles Styx SSM
- 2 × SA-N-4 SAM
- 4 × cañones de 76mm
- 4 × cañones de 30mm
- 4 × torpedos de 406mm

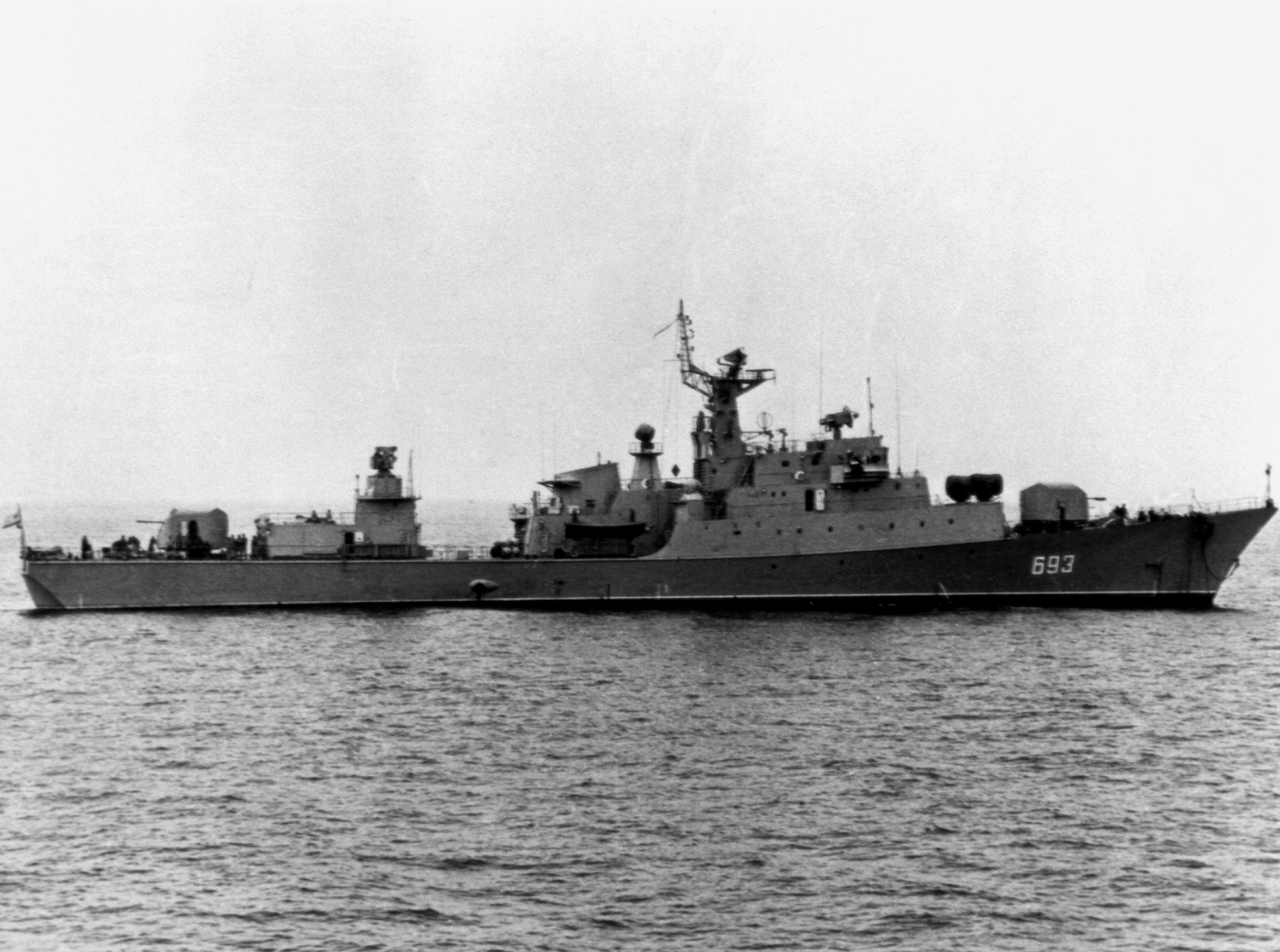
Fragata de la clase Koni.

- 1 × mortero antisubmarino RBU-6000
- 20 x minas

### Dragaminas
1× Dragaminas clase Natya

Armamento:
- 4 × cañones de 30mm
- 4 × cañones de 25mm

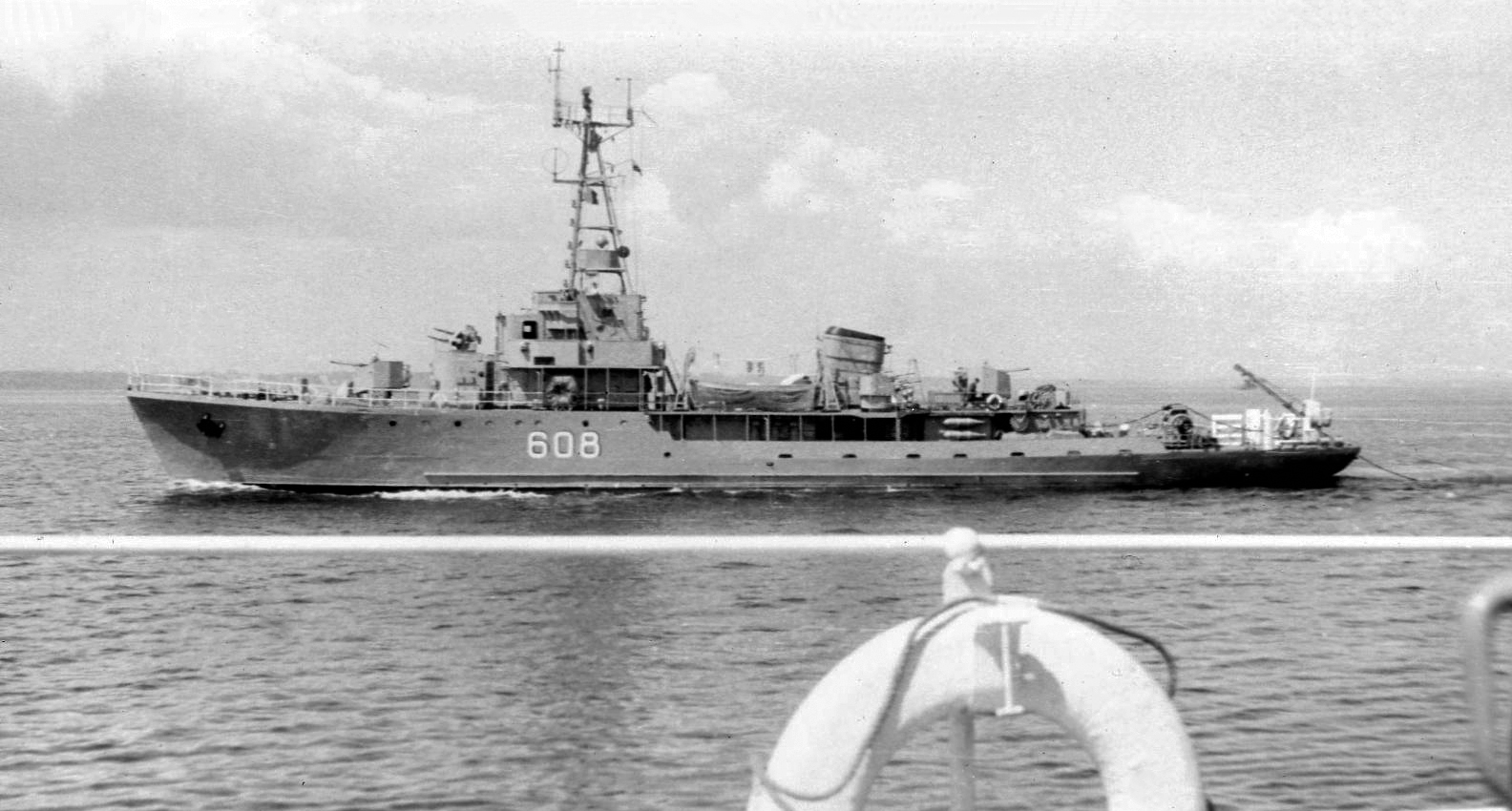
Buque dragaminas.

- 2 × morteros antisubmarinos RBU-1200
- 10 x minas
- Sistema de detección de minas acústicas y magnéticas.

### Lanchas de desembarco

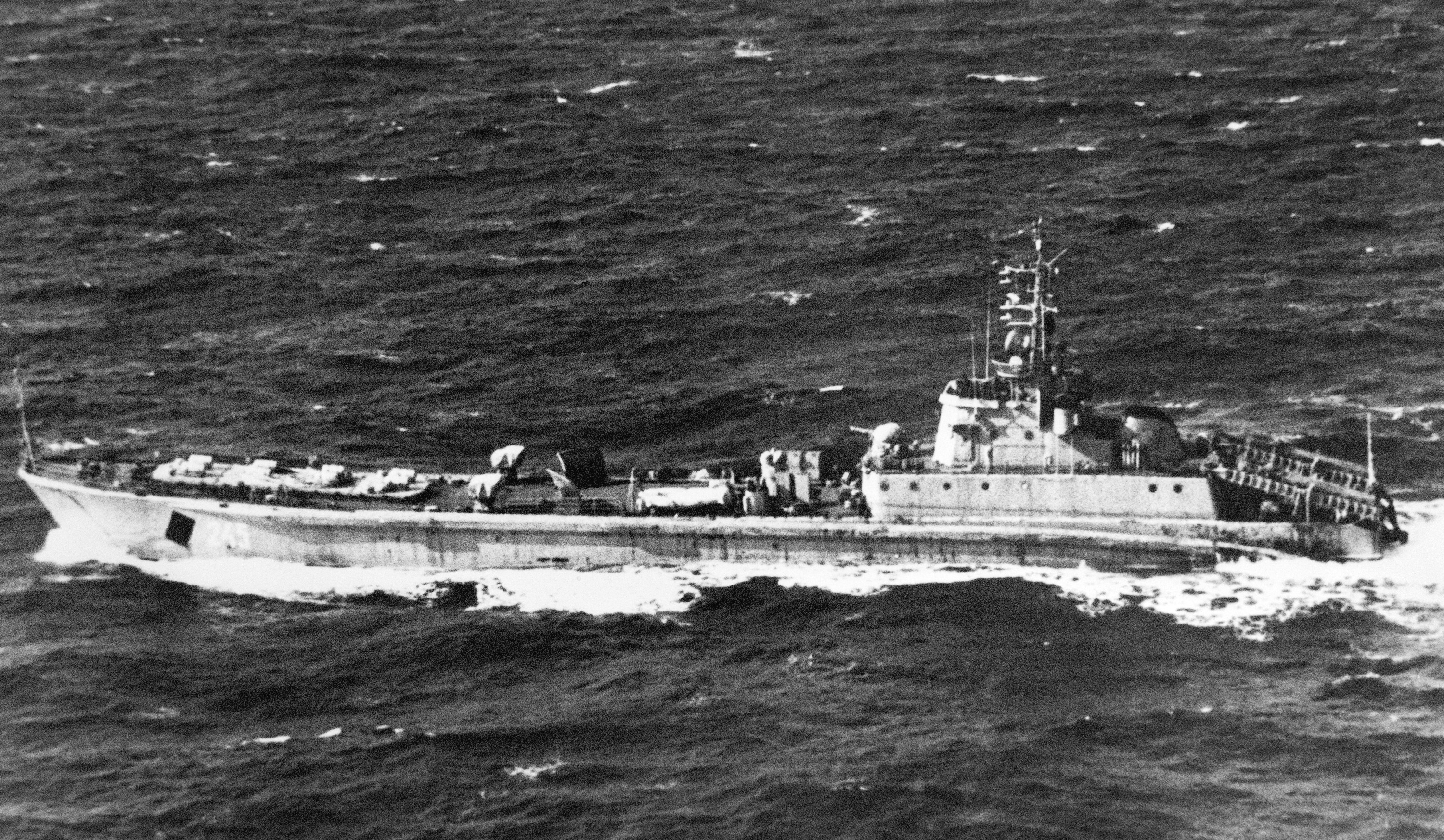
Buque de la clase Polnocny-C, mayo de 1985.

2 x Lanchas de desembarco clase Polnocny-C
- 132 Ibn Ouf
- 134 Ibn Haritha

Armamento:
- 4 x lanzadores de misiles tierra-aire SA-N-5 Strela 2
- 4 x cañones de 30mm AK-230
- 18 x lanzacohetes de 140mm Ogon

## Infraestructuras navales

### Bases navales
- Al-Khums
- Bengasi (bajo el control de la oposición)
- Misrata
- Tobruk
- Trípoli (bombardeada por aire por fuerzas de la coalición el 21 de marzo de 2011)
- Derna

### Instalaciones para mantenimiento y reparaciones de buques
Las instalaciones para el mantenimiento de buques de Trípoli, con técnicos extranjeros para reparar los buques, cuentan con diques flotantes para buques de entre 6.000 y 3.200 t de peso muerto en Bengasi y Tobruk.